# Markiz Cholmondeley

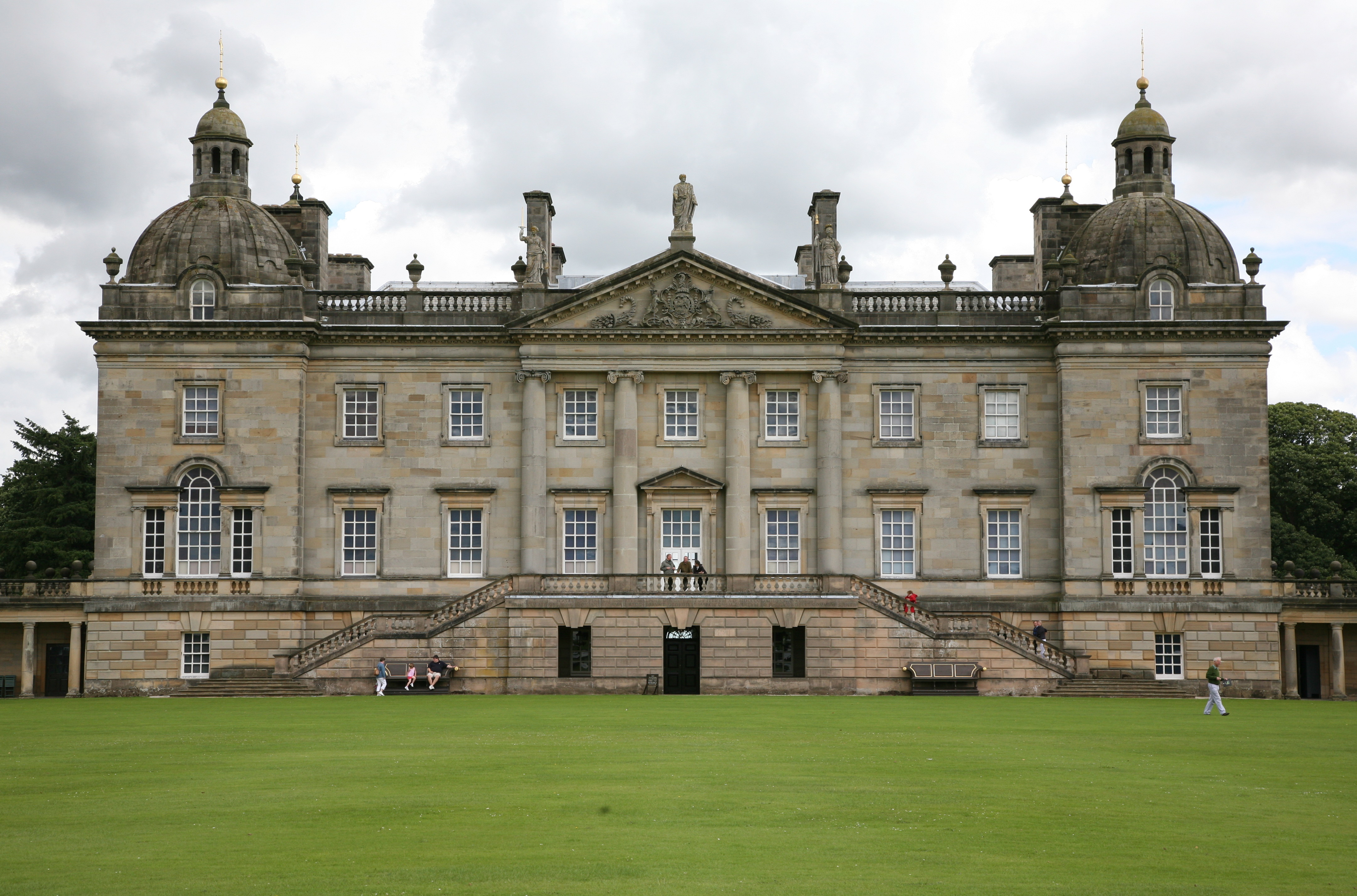
Houghton Hall

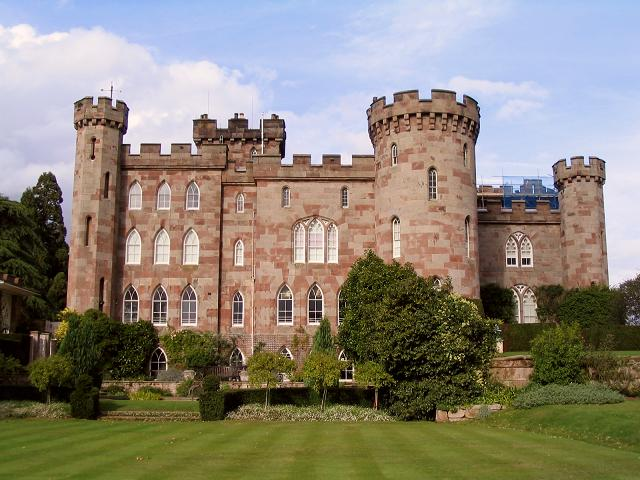
Cholmondeley Castle

Markiz Cholmondeley (ang. Marquess of Cholmondeley) – brytyjski tytuł parowski kreowany w 1815 r. w parostwie Zjednoczonego Królestwa. Rodowymi siedzibami markizów są Houghton Hall w hrabstwie Norfolk i Cholmondeley Castle niedaleko Malpas w hrabstwie Cheshire.
Dodatkowe tytuły markizów Cholmondeley to: hrabia Cholmondeley (kreowany w 1706 r. w parostwie Anglii), hrabia Rocksavage (kreowany w 1815 r. w parostwie Anglii), wicehrabia Cholmondeley (kreowany w 1661 r. w parostwie Irlandii), wicehrabia Malpas (kreowany w 1706 r. w parostwie Anglii), baron Cholmondeley (kreowany w 1689 r. w parostwie Anglii), baron Newborough (kreowany w 1715 r. w parostwie Irlandii) i baron Newburgh (kreowany w 1716 r. w parostwie Wielkiej Brytanii).
Tytułami grzecznościowymi są: „hrabia Rocksavage” (najstarszy syn markiza Cholmondeley) i „wicehrabia Malpas” (najstarszy syn hrabiego Rocksavage).
Markizowie Cholmondeley są również dziedzicznymi Lordami Wielkimi Szambelanami.
Wicehrabiowie Cholmondeley 1. kreacji (parostwo Irlandii)
- 1661–1681: Robert Cholmondeley, 1. wicehrabia Cholmondeley
- 1681–1725: Hugh Cholmondeley, 2. wicehrabia Cholmondeley

Hrabiowie Cholmondeley 1. kreacji (parostwo Anglii)
- 1706–1725: Hugh Cholmondeley, 1. hrabia Cholmondeley
- 1725–1733: George Cholmondeley, 2. hrabia Cholmondeley
- 1733–1770: George Cholmondeley, 3. hrabia Cholmondeley
- 1770–1827: George James Cholmondeley, 4. hrabia Cholmondeley

Markizowie Cholmondeley 1. kreacji (parostwo Zjednoczonego Królestwa)
- 1815–1827: George James Cholmondeley, 1. markiz Cholmondeley
- 1827–1870: George Horatio Cholmondeley, 2. markiz Cholmondeley
- 1870–1884: William Henry Hugh Cholmondeley, 3. markiz Cholmondeley
- 1884–1923: George Henry Hugh Cholmondeley, 4. markiz Cholmondeley
- 1923–1968: George Horatio Charles Cholmondeley, 5. markiz Cholmondeley
- 1968–1990: George Hugh Cholmondeley, 6. markiz Cholmondeley
- 1990 -: David George Philip Cholmondeley, 7. markiz Cholmondeley
- Dziedzicem tytułu markiza Cholmondeley jest obecnie Charles George Cholmondeley, wnuk 5. markiza